# Bargain - Trattativa mortale
Bargain - Trattativa mortale (몸값?, MomgapLR) è una serie televisiva sudcoreana trasmessa su Tving dal 28 ottobre al 4 novembre 2022, adattamento dell'omonimo cortometraggio del 2015 diretto da Lee Chung-hyun. In lingua italiana è disponibile su Paramount+.

## Trama
Con la promessa di partecipare a un incontro sessuale, alcuni uomini raggiungono un albergo isolato dove scoprono di essere stati raggirati e attirati nella struttura affinché i loro organi vengano messi all'asta. A causa di un terremoto restano intrappolati nell'albergo insieme ai loro aguzzini e cercano di sopravvivere mentre attendono i soccorsi. 

## Personaggi e interpreti
- Noh Hyung-soo, interpretato da Jin Seon-kyu
- Park Joo-young, interpretata da Jeon Jong-seo
- Go Geuk-ryul, interpretato da Chang Ryul
- Chang-soon, interpretato da Shin Jae-hwi
- Hee-sook, interpretato da Park Hyung-soo
- Lee Chun-nam, interpretata da Oh Min-ae

## Riconoscimenti
- Cannes International Series Festival[6]
  - 2023 – Miglior sceneggiatura
- Critics' Choice Award[7]
  - 2024 – Candidatura Miglior serie in lingua straniera
- Seriencamp[8]
  - 2023 – Critics' Choice